# Galmsbøl
Galmsbøl (dansk), Galmsbüll (tysk) eller Galmsbel (nordfrisisk) er en landsby og kommune i det nordlige Tyskland under Kreis Nordfriesland i delstaten Slesvig-Holsten. Byen ligger 7 kilometer vest for Nibøl i Sydslesvig. Galmsbøl er opkaldt efter halligen Galmsbøl, der sank i 1825. På dansk findes også formen Galmesbøl.
Galmsbøl kommune blev dannet i 1974 af kommunerne Klægsøkog (Kleiseerkoog), Marie Kog (Marienkoog) og Ny Galmsbøl (Neugalmsbüll). Kommunen samarbejder på administrativt plan med andre kommuner i Sydtønder kommunefællesskab (Amt Südtondern). Mariekogen er opkaldt efter Dronning Marie Sophie Frederikke af Danmark. Kommunens centrum er Ny Galmsbøl, hvor også kirken ligger. Frem til 1749 fandtes på Galmsbøl hallig en trækirke. I den danske periode hørte landsbyen under Galmsbøl Sogn (Bøking Herred).